# Сип індійський
Сип індійський (Gyps indicus) — птах роду сип (Gyps) родини Яструбових (Accipitridae) ряду Соколоподібні (Falconiformes). Поширений у Старому Світі та філогенетично тісно пов'язаний із сипом білоголовим. Частину популяції індійського сипа, що мешкає на півночі, раніше розглядали як окремий підвид, проте останнім часом виділяють до окремого виду — Gyps tenuirostris.

## Опис

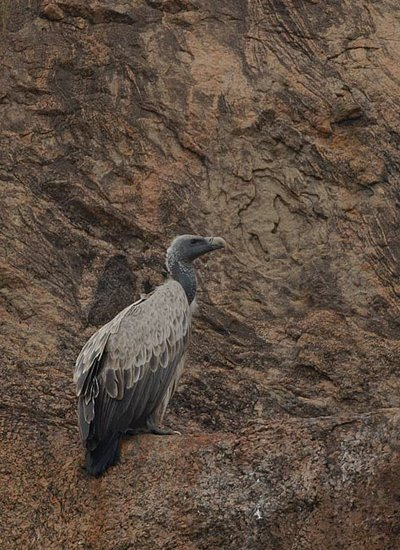

Типовий падальник, у якого голова позбавлена контурних пер. Має дуже широкі крила та короткий хвіст. Він менший за білоголового сипа, зазвичай важить 5,5-6,3 кг, довжина тіла становить 80-103 см, а розмах крил — 196–238 см.

## Поширення та чисельність
Гніздиться на південному сході Пакистану та півострові Індостан південніше долини Гангу: на північ ареал простягається до Делі, а на схід — через штат Мадх'я-Прадеш, на південь — до гір Нілґірі.
До середини 1990-х років це був досить звичайний вид, проте за останні десятиліття відбулося катастрофічне скорочення його чисельності (зникло понад 97% популяції) в межах всього ареалу. Показовим є наступний факт. У Національному парку Кеоладео, Індія у 1985–1986 рр., за даними обліків, мешкало 816 птахів. Проте вже у 1998–1999 рр. чисельність скоротилася до 25.
У результаті масштабних досліджень врешті-решт була встановлена причина катастрофічного зникнення індійського сипу та інших падальників Індії — це негативний вплив широкого використання препарату диклофенак. Цей препарат застосовують для лікування свійської худоби. У результаті живлення сипів загиблими тваринами відбувається накопичення диклофенаку в тканинах, що призводить до ниркової недостатності, що викладає хворобу visceral gout.
Сучасна популяція за результатами обліків 2007 року оцінена в 45000 особин, що за приблизними оцінками відповідає 30000 статевозрілим птахам.

## Екологія

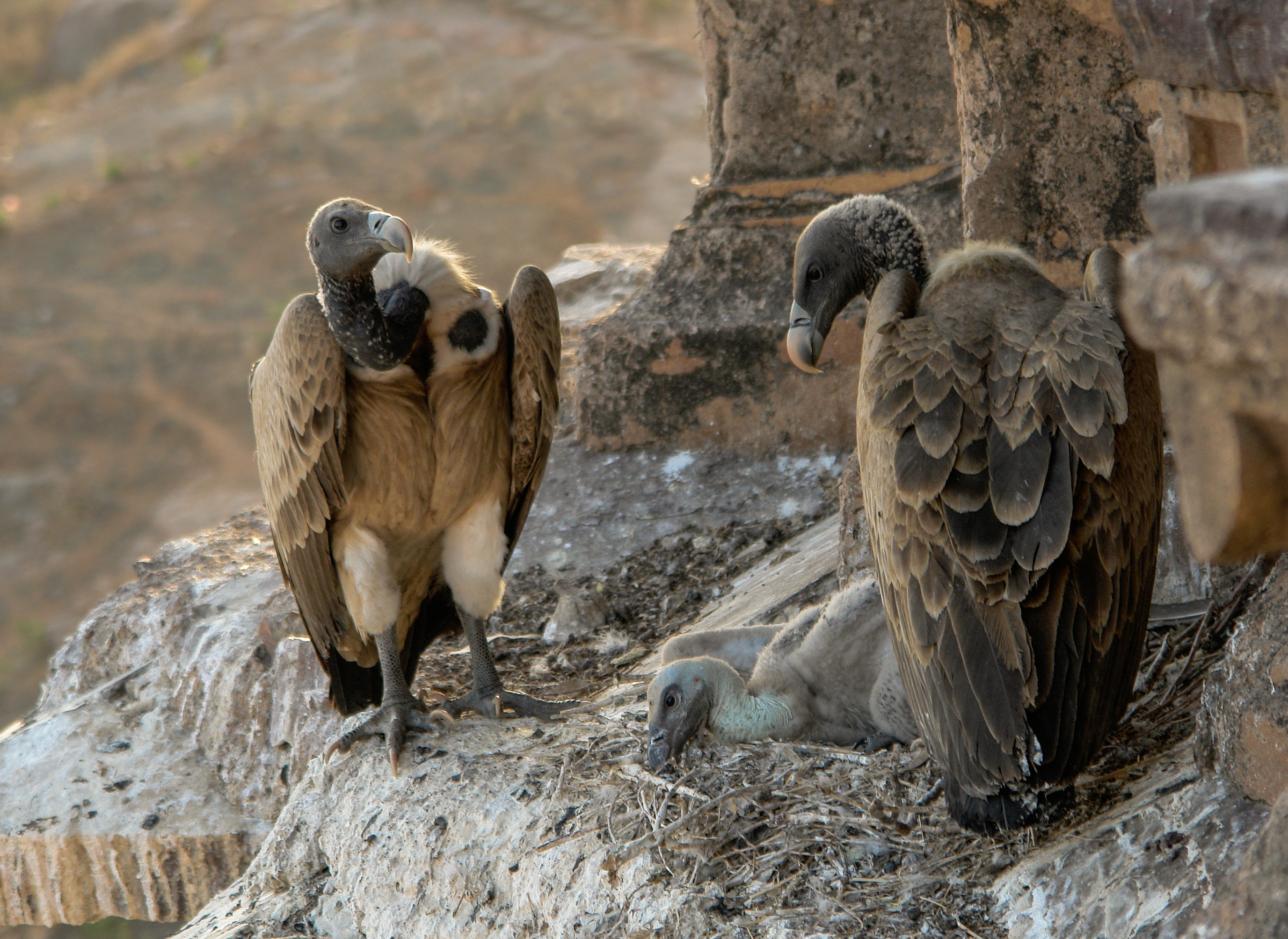
Пара птахів на гнізді біля пташеня

Гніздиться колоніями на скелях або руїнах будівель. У місцях, де такі споруди відсутні, як виняток, може гніздитись на деревах. Живиться падлом, часто спільно з Gyps bengalensis. Індійських сипів можна зустріти в містах, селищах та серед відкритих просторів, де вони живляться головним чином на звалищах твердих побутових відходів та звалищах біля м'ясобоєн.

## Охорона
Включено до додатку ІІ СІТЕС. Зустрічається на багатьох природоохоронних територіях. Зусилля міжнародної спільноти щодо збереження виду спрямовані на обмеження та заборону використання диклофенаку. Для збереження виду розгорнуто програми щодо його розведення у неволі. Станом на 2008–2009 рр. у двох центрах розведення індійських сипів, що розташовані в Індії, утримували 71 особину. В 2009 р. одна пара успішно розмножувалася в неволі.